# Brychosoma hilare
Brychosoma hilare är en tvåvingeart som först beskrevs av Walker 1849.  Brychosoma hilare ingår i släktet Brychosoma och familjen svävflugor. Inga underarter finns listade i Catalogue of Life.